# Adolf Wilhelm Hillingh
Adolf Wilhelm Hillingh (* 19. Dezember 1807 in Emden; † 14. August 1878 in Aurich) war ein deutscher Verwaltungsbeamter und Politiker.

## Leben
Hillingh studierte an der Hessischen Ludwigs-Universität Gießen, der Friedrich-Wilhelms-Universität zu Berlin und der Georg-August-Universität Göttingen Rechtswissenschaft. 1827 wurde er Mitglied des Corps Frisia Göttingen. Nach dem Studium wurde er 1831 Auditor in Emden. 1832 legte er das juristische Assessorexamen ab und wurde Amtsassessor in Norden. 1841 kam er als Beamter nach Leer. Von 1843 bis 1852 war er Bürgermeister von Leer. 1852 wurde er zum Amtmann des neu gegründeten Amtes Timmel ernannt. Von 1859 bis 1867 war er Amtmann des Amtes Aurich, in das 1859 das Amt Timmel wieder eingegliedert worden war.
Von 1867 bis zu seinem Tod 1878 saß Hillingh als Abgeordneter des Wahlkreises Hannover 1 (Aurich) im Preußischen Abgeordnetenhaus. Er gehörte der Fraktion der Nationalliberalen Partei an.
Hillingh war seit 1834 mit Agneta Juliane Vocke, Tochter des Emder Kaufmanns Carl Vocke und der Catharina geb. Thoben, kinderlos verheiratet.
Sein Bruder war der Politiker Johann Conrad Hillingh.